# Realencyclopädie der classischen Altertumswissenschaft
La Realencyclopädie der classischen Altertumswissenschaft, anomenada popularment com la Pauly-Wissowa o simplement RE, és una enciclopèdia alemanya especialitzada en l'antiguitat clàssica, composta per més de vuitanta volums amb els suplements.
El primer volum va ser publicat per August Pauly el 1839. En morir el 1845, la tasca inacabada va ser completada per Christian Waltz i Wilhelm-Sigismund Teuffel, que el 1852 van publicar una primera edició que constava de sis volums. Es va treballar entre 1861 i 1866 en una segona edició, però mai va ser acabada. El 1890 Georg Wissowa va començar una nova edició més ambiciosa que esperava acabar en 10 anys, però l'últim dels 83 volums no va aparèixer fins al 1978, i es va completar el 1980 amb la publicació d'un índex. Cada article va ser escrit per un reconegut especialista en el camp tractat, destacant entre els articulistes Friedrich Münzer, que va escriure gran part de les biografies més modernes, Paul von Rohden o Otto Seeck.
El preu de la Pauly-Wissowa ha estat sempre prohibitiu, i per això entre els anys 1964 i 1975 es va publicar la Der kleine Pauly en cinc volums i, de 1996 a 2003, va aparèixer gradualment una versió actualitzada anomenada Der neue Pauly, formada per divuit volums, malgrat que només se n'havien planificat quinze, més un índex. Des de 2004 també van començar a publicar-se volums suplementaris.
La versió britànica, la Brill's New Pauly: Encyclopaedia of the Ancient World, o simplement Brill's New Pauly, es va publicar el 2006, amb un suplement cronològic aparegut el 2007.